# میسامی شرقی
میسامی خاوری یا میسامیس اورینتال (Misamis Oriental) یکی از استان‌های کشور فیلیپین است. این استان در جنوب این کشور قرار گرفته است و بخشی از جزیره میندانائو به شمار می‌رود.
مرکز این استان شهر کاگایان د اورو است. جمعیت آن کم تر از یک میلیون و یکصد هزار نفر است. مساحت این استان کم تر از سه هزار و ششصد کیلومتر مربع است .